# Hypnodendron
Hypnodendron là một chi rêu trong họ Hypnodendraceae.